# 1653
Portal Geschichte | Portal Biografien | Aktuelle Ereignisse | Jahreskalender | Tagesartikel

◄ |
16. Jahrhundert |
17. Jahrhundert
| 18. Jahrhundert | ►

◄ |
1620er |
1630er |
1640er |
1650er
| 1660er | 1670er | 1680er | ►

◄◄ |
◄ |
1649 |
1650 |
1651 |
1652 |
1653
| 1654 | 1655 | 1656 | 1657 | ► | ►►
Staatsoberhäupter  · Nekrolog   · Musikjahr
| Januar | Januar | Januar | Januar | Januar | Januar | Januar | Januar |
| Kw     | Mo     | Di     | Mi     | Do     | Fr     | Sa     | So     |
| 1      |        |        | 1      | 2      | 3      | 4      | 5      |
| 2      | 6      | 7      | 8      | 9      | 10     | 11     | 12     |
| 3      | 13     | 14     | 15     | 16     | 17     | 18     | 19     |
| 4      | 20     | 21     | 22     | 23     | 24     | 25     | 26     |
| 5      | 27     | 28     | 29     | 30     | 31     |        |        |
| ------ | ------ | ------ | ------ | ------ | ------ | ------ | ------ |

| Februar | Februar | Februar | Februar | Februar | Februar | Februar | Februar |
| Kw      | Mo      | Di      | Mi      | Do      | Fr      | Sa      | So      |
| 5       |         |         |         |         |         | 1       | 2       |
| 6       | 3       | 4       | 5       | 6       | 7       | 8       | 9       |
| 7       | 10      | 11      | 12      | 13      | 14      | 15      | 16      |
| 8       | 17      | 18      | 19      | 20      | 21      | 22      | 23      |
| 9       | 24      | 25      | 26      | 27      | 28      |         |         |
| ------- | ------- | ------- | ------- | ------- | ------- | ------- | ------- |

| März | März | März | März | März | März | März | März |
| Kw   | Mo   | Di   | Mi   | Do   | Fr   | Sa   | So   |
| 9    |      |      |      |      |      | 1    | 2    |
| 10   | 3    | 4    | 5    | 6    | 7    | 8    | 9    |
| 11   | 10   | 11   | 12   | 13   | 14   | 15   | 16   |
| 12   | 17   | 18   | 19   | 20   | 21   | 22   | 23   |
| 13   | 24   | 25   | 26   | 27   | 28   | 29   | 30   |
| 14   | 31   |      |      |      |      |      |      |
| ---- | ---- | ---- | ---- | ---- | ---- | ---- | ---- |

| April | April | April | April | April | April | April | April |
| Kw    | Mo    | Di    | Mi    | Do    | Fr    | Sa    | So    |
| 14    |       | 1     | 2     | 3     | 4     | 5     | 6     |
| 15    | 7     | 8     | 9     | 10    | 11    | 12    | 13    |
| 16    | 14    | 15    | 16    | 17    | 18    | 19    | 20    |
| 17    | 21    | 22    | 23    | 24    | 25    | 26    | 27    |
| 18    | 28    | 29    | 30    |       |       |       |       |
| ----- | ----- | ----- | ----- | ----- | ----- | ----- | ----- |

| Mai | Mai | Mai | Mai | Mai | Mai | Mai | Mai |
| Kw  | Mo  | Di  | Mi  | Do  | Fr  | Sa  | So  |
| 18  |     |     |     | 1   | 2   | 3   | 4   |
| 19  | 5   | 6   | 7   | 8   | 9   | 10  | 11  |
| 20  | 12  | 13  | 14  | 15  | 16  | 17  | 18  |
| 21  | 19  | 20  | 21  | 22  | 23  | 24  | 25  |
| 22  | 26  | 27  | 28  | 29  | 30  | 31  |     |
| --- | --- | --- | --- | --- | --- | --- | --- |

| Juni | Juni | Juni | Juni | Juni | Juni | Juni | Juni |
| Kw   | Mo   | Di   | Mi   | Do   | Fr   | Sa   | So   |
| 22   |      |      |      |      |      |      | 1    |
| 23   | 2    | 3    | 4    | 5    | 6    | 7    | 8    |
| 24   | 9    | 10   | 11   | 12   | 13   | 14   | 15   |
| 25   | 16   | 17   | 18   | 19   | 20   | 21   | 22   |
| 26   | 23   | 24   | 25   | 26   | 27   | 28   | 29   |
| 27   | 30   |      |      |      |      |      |      |
| ---- | ---- | ---- | ---- | ---- | ---- | ---- | ---- |

| Juli | Juli | Juli | Juli | Juli | Juli | Juli | Juli |
| Kw   | Mo   | Di   | Mi   | Do   | Fr   | Sa   | So   |
| 27   |      | 1    | 2    | 3    | 4    | 5    | 6    |
| 28   | 7    | 8    | 9    | 10   | 11   | 12   | 13   |
| 29   | 14   | 15   | 16   | 17   | 18   | 19   | 20   |
| 30   | 21   | 22   | 23   | 24   | 25   | 26   | 27   |
| 31   | 28   | 29   | 30   | 31   |      |      |      |
| ---- | ---- | ---- | ---- | ---- | ---- | ---- | ---- |

| August | August | August | August | August | August | August | August |
| Kw     | Mo     | Di     | Mi     | Do     | Fr     | Sa     | So     |
| 31     |        |        |        |        | 1      | 2      | 3      |
| 32     | 4      | 5      | 6      | 7      | 8      | 9      | 10     |
| 33     | 11     | 12     | 13     | 14     | 15     | 16     | 17     |
| 34     | 18     | 19     | 20     | 21     | 22     | 23     | 24     |
| 35     | 25     | 26     | 27     | 28     | 29     | 30     | 31     |
| ------ | ------ | ------ | ------ | ------ | ------ | ------ | ------ |

| September | September | September | September | September | September | September | September |
| Kw        | Mo        | Di        | Mi        | Do        | Fr        | Sa        | So        |
| 36        | 1         | 2         | 3         | 4         | 5         | 6         | 7         |
| 37        | 8         | 9         | 10        | 11        | 12        | 13        | 14        |
| 38        | 15        | 16        | 17        | 18        | 19        | 20        | 21        |
| 39        | 22        | 23        | 24        | 25        | 26        | 27        | 28        |
| 40        | 29        | 30        |           |           |           |           |           |
| --------- | --------- | --------- | --------- | --------- | --------- | --------- | --------- |

| Oktober | Oktober | Oktober | Oktober | Oktober | Oktober | Oktober | Oktober |
| Kw      | Mo      | Di      | Mi      | Do      | Fr      | Sa      | So      |
| 40      |         |         | 1       | 2       | 3       | 4       | 5       |
| 41      | 6       | 7       | 8       | 9       | 10      | 11      | 12      |
| 42      | 13      | 14      | 15      | 16      | 17      | 18      | 19      |
| 43      | 20      | 21      | 22      | 23      | 24      | 25      | 26      |
| 44      | 27      | 28      | 29      | 30      | 31      |         |         |
| ------- | ------- | ------- | ------- | ------- | ------- | ------- | ------- |

| November | November | November | November | November | November | November | November |
| Kw       | Mo       | Di       | Mi       | Do       | Fr       | Sa       | So       |
| 44       |          |          |          |          |          | 1        | 2        |
| 45       | 3        | 4        | 5        | 6        | 7        | 8        | 9        |
| 46       | 10       | 11       | 12       | 13       | 14       | 15       | 16       |
| 47       | 17       | 18       | 19       | 20       | 21       | 22       | 23       |
| 48       | 24       | 25       | 26       | 27       | 28       | 29       | 30       |
| -------- | -------- | -------- | -------- | -------- | -------- | -------- | -------- |

| Dezember | Dezember | Dezember | Dezember | Dezember | Dezember | Dezember | Dezember |
| Kw       | Mo       | Di       | Mi       | Do       | Fr       | Sa       | So       |
| 49       | 1        | 2        | 3        | 4        | 5        | 6        | 7        |
| 50       | 8        | 9        | 10       | 11       | 12       | 13       | 14       |
| 51       | 15       | 16       | 17       | 18       | 19       | 20       | 21       |
| 52       | 22       | 23       | 24       | 25       | 26       | 27       | 28       |
| 1        | 29       | 30       | 31       |          |          |          |          |
| -------- | -------- | -------- | -------- | -------- | -------- | -------- | -------- |

| Januar | Januar | Januar | Januar | Januar | Januar | Januar | Januar |
| Kw     | Mo     | Di     | Mi     | Do     | Fr     | Sa     | So     |
| 1      |        |        | 1      | 2      | 3      | 4      | 5      |
| 2      | 6      | 7      | 8      | 9      | 10     | 11     | 12     |
| 3      | 13     | 14     | 15     | 16     | 17     | 18     | 19     |
| 4      | 20     | 21     | 22     | 23     | 24     | 25     | 26     |
| 5      | 27     | 28     | 29     | 30     | 31     |        |        |
| ------ | ------ | ------ | ------ | ------ | ------ | ------ | ------ |

| Februar | Februar | Februar | Februar | Februar | Februar | Februar | Februar |
| Kw      | Mo      | Di      | Mi      | Do      | Fr      | Sa      | So      |
| 5       |         |         |         |         |         | 1       | 2       |
| 6       | 3       | 4       | 5       | 6       | 7       | 8       | 9       |
| 7       | 10      | 11      | 12      | 13      | 14      | 15      | 16      |
| 8       | 17      | 18      | 19      | 20      | 21      | 22      | 23      |
| 9       | 24      | 25      | 26      | 27      | 28      |         |         |
| ------- | ------- | ------- | ------- | ------- | ------- | ------- | ------- |

| März | März | März | März | März | März | März | März |
| Kw   | Mo   | Di   | Mi   | Do   | Fr   | Sa   | So   |
| 9    |      |      |      |      |      | 1    | 2    |
| 10   | 3    | 4    | 5    | 6    | 7    | 8    | 9    |
| 11   | 10   | 11   | 12   | 13   | 14   | 15   | 16   |
| 12   | 17   | 18   | 19   | 20   | 21   | 22   | 23   |
| 13   | 24   | 25   | 26   | 27   | 28   | 29   | 30   |
| 14   | 31   |      |      |      |      |      |      |
| ---- | ---- | ---- | ---- | ---- | ---- | ---- | ---- |

| April | April | April | April | April | April | April | April |
| Kw    | Mo    | Di    | Mi    | Do    | Fr    | Sa    | So    |
| 14    |       | 1     | 2     | 3     | 4     | 5     | 6     |
| 15    | 7     | 8     | 9     | 10    | 11    | 12    | 13    |
| 16    | 14    | 15    | 16    | 17    | 18    | 19    | 20    |
| 17    | 21    | 22    | 23    | 24    | 25    | 26    | 27    |
| 18    | 28    | 29    | 30    |       |       |       |       |
| ----- | ----- | ----- | ----- | ----- | ----- | ----- | ----- |

| Mai | Mai | Mai | Mai | Mai | Mai | Mai | Mai |
| Kw  | Mo  | Di  | Mi  | Do  | Fr  | Sa  | So  |
| 18  |     |     |     | 1   | 2   | 3   | 4   |
| 19  | 5   | 6   | 7   | 8   | 9   | 10  | 11  |
| 20  | 12  | 13  | 14  | 15  | 16  | 17  | 18  |
| 21  | 19  | 20  | 21  | 22  | 23  | 24  | 25  |
| 22  | 26  | 27  | 28  | 29  | 30  | 31  |     |
| --- | --- | --- | --- | --- | --- | --- | --- |

| Juni | Juni | Juni | Juni | Juni | Juni | Juni | Juni |
| Kw   | Mo   | Di   | Mi   | Do   | Fr   | Sa   | So   |
| 22   |      |      |      |      |      |      | 1    |
| 23   | 2    | 3    | 4    | 5    | 6    | 7    | 8    |
| 24   | 9    | 10   | 11   | 12   | 13   | 14   | 15   |
| 25   | 16   | 17   | 18   | 19   | 20   | 21   | 22   |
| 26   | 23   | 24   | 25   | 26   | 27   | 28   | 29   |
| 27   | 30   |      |      |      |      |      |      |
| ---- | ---- | ---- | ---- | ---- | ---- | ---- | ---- |

| Juli | Juli | Juli | Juli | Juli | Juli | Juli | Juli |
| Kw   | Mo   | Di   | Mi   | Do   | Fr   | Sa   | So   |
| 27   |      | 1    | 2    | 3    | 4    | 5    | 6    |
| 28   | 7    | 8    | 9    | 10   | 11   | 12   | 13   |
| 29   | 14   | 15   | 16   | 17   | 18   | 19   | 20   |
| 30   | 21   | 22   | 23   | 24   | 25   | 26   | 27   |
| 31   | 28   | 29   | 30   | 31   |      |      |      |
| ---- | ---- | ---- | ---- | ---- | ---- | ---- | ---- |

| August | August | August | August | August | August | August | August |
| Kw     | Mo     | Di     | Mi     | Do     | Fr     | Sa     | So     |
| 31     |        |        |        |        | 1      | 2      | 3      |
| 32     | 4      | 5      | 6      | 7      | 8      | 9      | 10     |
| 33     | 11     | 12     | 13     | 14     | 15     | 16     | 17     |
| 34     | 18     | 19     | 20     | 21     | 22     | 23     | 24     |
| 35     | 25     | 26     | 27     | 28     | 29     | 30     | 31     |
| ------ | ------ | ------ | ------ | ------ | ------ | ------ | ------ |

| September | September | September | September | September | September | September | September |
| Kw        | Mo        | Di        | Mi        | Do        | Fr        | Sa        | So        |
| 36        | 1         | 2         | 3         | 4         | 5         | 6         | 7         |
| 37        | 8         | 9         | 10        | 11        | 12        | 13        | 14        |
| 38        | 15        | 16        | 17        | 18        | 19        | 20        | 21        |
| 39        | 22        | 23        | 24        | 25        | 26        | 27        | 28        |
| 40        | 29        | 30        |           |           |           |           |           |
| --------- | --------- | --------- | --------- | --------- | --------- | --------- | --------- |

| Oktober | Oktober | Oktober | Oktober | Oktober | Oktober | Oktober | Oktober |
| Kw      | Mo      | Di      | Mi      | Do      | Fr      | Sa      | So      |
| 40      |         |         | 1       | 2       | 3       | 4       | 5       |
| 41      | 6       | 7       | 8       | 9       | 10      | 11      | 12      |
| 42      | 13      | 14      | 15      | 16      | 17      | 18      | 19      |
| 43      | 20      | 21      | 22      | 23      | 24      | 25      | 26      |
| 44      | 27      | 28      | 29      | 30      | 31      |         |         |
| ------- | ------- | ------- | ------- | ------- | ------- | ------- | ------- |

| November | November | November | November | November | November | November | November |
| Kw       | Mo       | Di       | Mi       | Do       | Fr       | Sa       | So       |
| 44       |          |          |          |          |          | 1        | 2        |
| 45       | 3        | 4        | 5        | 6        | 7        | 8        | 9        |
| 46       | 10       | 11       | 12       | 13       | 14       | 15       | 16       |
| 47       | 17       | 18       | 19       | 20       | 21       | 22       | 23       |
| 48       | 24       | 25       | 26       | 27       | 28       | 29       | 30       |
| -------- | -------- | -------- | -------- | -------- | -------- | -------- | -------- |

| Dezember | Dezember | Dezember | Dezember | Dezember | Dezember | Dezember | Dezember |
| Kw       | Mo       | Di       | Mi       | Do       | Fr       | Sa       | So       |
| 49       | 1        | 2        | 3        | 4        | 5        | 6        | 7        |
| 50       | 8        | 9        | 10       | 11       | 12       | 13       | 14       |
| 51       | 15       | 16       | 17       | 18       | 19       | 20       | 21       |
| 52       | 22       | 23       | 24       | 25       | 26       | 27       | 28       |
| 1        | 29       | 30       | 31       |          |          |          |          |
| -------- | -------- | -------- | -------- | -------- | -------- | -------- | -------- |

## Ereignisse

### Politik und Weltgeschehen

#### Englisch-Niederländischer Krieg
- 28. Februar: Im Englisch-Niederländischen Krieg kommt es zur Seeschlacht bei Portland. Nach dreitägigem Kampf, bei dem die niederländischen Verluste höher sind, ist die englische Vorherrschaft im Ärmelkanal wiederhergestellt.

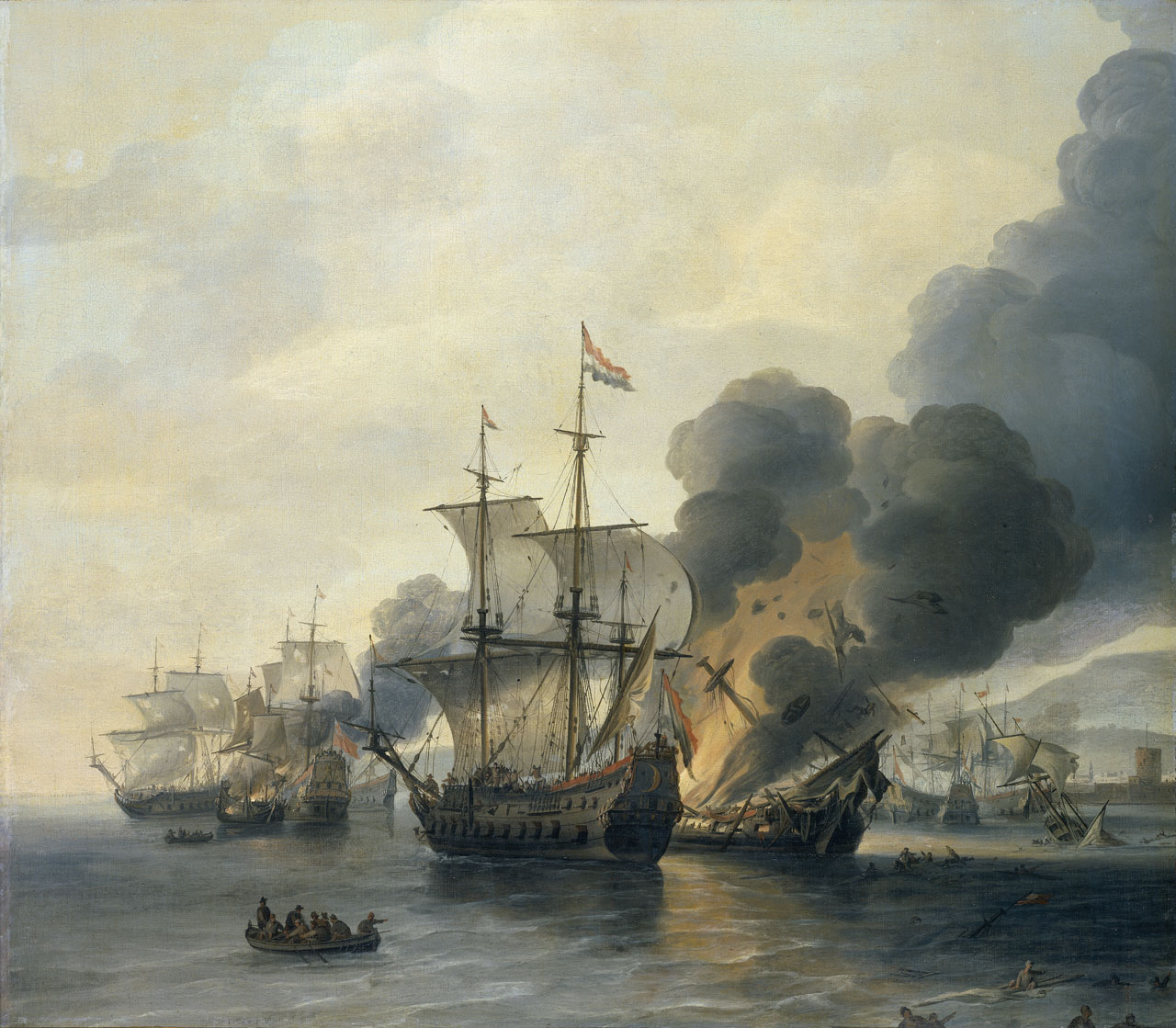
Seeschlacht bei Livorno, Willem Hermansz van Diest

- 14. März: In der Seeschlacht bei Livorno bezwingen die Niederländer unter Johan van Galen ein englisches Geschwader und erlangen die Kontrolle im Mittelmeer.
- 12. Juni: In der Seeschlacht bei Gabbard erleiden die Niederlande eine ihrer schwersten Niederlagen. Die Engländer kontrollieren im Anschluss die Nordsee und blockieren die niederländische Küste, wodurch deren Wirtschaft praktisch gelähmt wird.
- 10. August: Die Seeschlacht bei Scheveningen ist die letzte Auseinandersetzung mit Waffen im ersten Englisch-Niederländischen Krieg. Beide Seiten beanspruchen den Sieg für sich. Der Tod ihres Admirals Maarten Tromp in der Schlacht fördert unter anderem die Bereitschaft der Niederländer zu einem Friedensschluss.

#### Commonwealth of England
- 20. April: In England vertreibt Oliver Cromwell mit 30 Bewaffneten die rund 100 Abgeordneten des Rumpfparlaments. Diese weigerten sich in den Tagen zuvor, die Selbstauflösung des Parlaments zu beschließen.
- 27. April: Die letzte organisierte irische Rebelleneinheit kapituliert bei Cloughoughter in der Grafschaft Cavan. Die Rückeroberung Irlands durch Cromwells Truppen ist damit abgeschlossen.
- 4. Juli: Das von einem Staatsrat ernannte „Parlament der Heiligen“ tritt erstmals zusammen. Am 12. Dezember löst es sich auf.
- 16. Dezember: Englands erste geschriebene Verfassung, das Instrument of Government wird vom englischen Armeerat in London verkündet. Oliver Cromwell nimmt den Titel Lord protector of England, Scotland and Ireland an.
- In Schottland beginnt der Glencairn-Aufstand von Royalisten unter der Führung von William Cunningham, 9. Earl of Glencairn, gegen Oliver Cromwells Protektorat.

#### Schweizer Bauernkrieg

Schauplätze des Schweizer Bauernkrieges

- Januar: Beginn der Aufstände unter Niklaus Leuenberger und Christian Schybi
- 3. Juni: Der Heerzug der Bauern nach Zürich endet mit dem Gefecht bei Wohlenschwil, das die Zürcher in Brand stecken. Der Aufstand bricht zusammen.
- 4. Juni: Im Mellinger Frieden müssen die geschlagenen Bauern harte Bedingungen akzeptieren. Die Anführer des Aufstandes werden verbannt oder mit dem Tod bestraft.

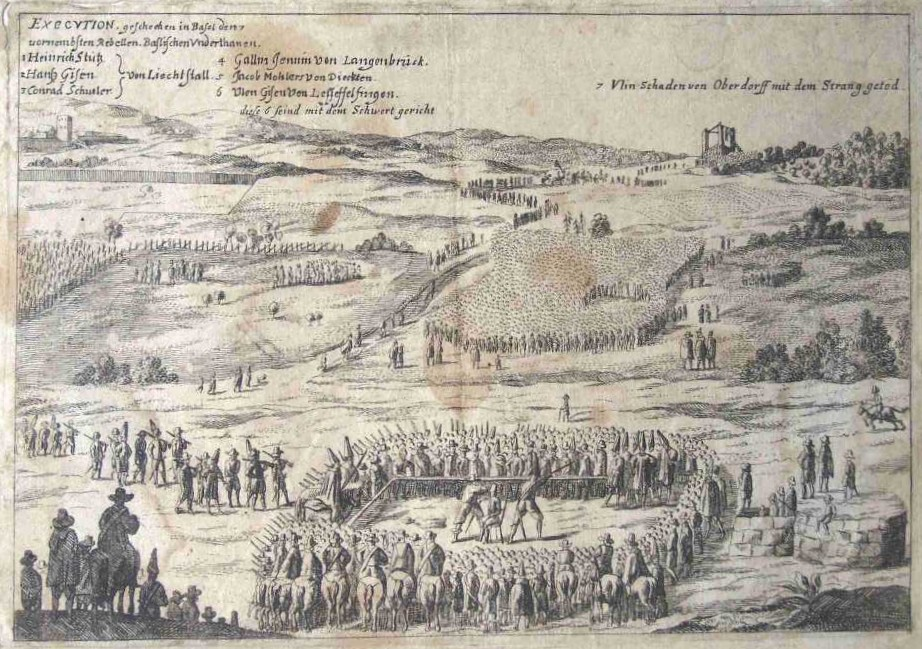
Hinrichtung von 7 Aufständischen auf dem Basler Gellert

- Ueli Galli, der Rebell von Eggiwil, wird wegen Anzetteln eines Bauernaufstands gehängt.

#### Heiliges Römisches Reich
- 31. Mai: Ferdinand IV. wird in Augsburg zum deutschen König gewählt und am 18. Juni gekrönt.
- Friedrich Wilhelm (der Große Kurfürst) schafft ein vereinheitlichtes Beamtentum in Brandenburg-Preußen.

#### Weitere Ereignisse in Europa
- Johan de Witt wird durch die Fürsprache seines Onkels Cornelis de Graeff zum Ratspensionär von Holland ernannt (bis 1672).
- Ende der Fronde-Kämpfe in Frankreich

#### Amerikanische Kolonien
- 2. Februar: Nieuw Amsterdam, der Verwaltungssitz der niederländischen Kolonie Nieuw Nederland und Vorgänger des heutigen New York City, erhält das Stadtrecht.

#### Asien
Das Schiff De Sperwer der Niederländischen Ostindien-Kompanie (VOC) auf dem Weg nach Japan erleidet vor der Insel Jeju-do Schiffbruch. Die 36 Überlebenden, unter denen sich auch der Buchhalter Hendrik Hamel befindet, werden vom lokalen Gouverneur festgenommen und auf Befehl des Königs auf das Festland in die Hauptstadt Seoul gebracht. Es ist ihnen verboten, das Land zu verlassen, doch werden ihnen verschiedene Aufgaben zugewiesen, die es ihnen erlauben, Land und Leute kennenzulernen.

### Wirtschaft
- 8. August: Die Pariser Stadtpost, eingerichtet von Jean-Jacques Renouard de Villayer, gibt im Voraus zu bezahlende Papierstreifen als Portonachweis aus.

### Wissenschaft und Technik
- 27. Mai: In Tournai wird das Grab Childerichs entdeckt.
- Pierre de Fermat stellt den Großen Fermatschen Satz auf, der die Mathematiker noch bis ins 20. Jahrhundert beschäftigen wird.
- André Tacquet hält den ersten Lichtbildervortrag.

### Kultur

#### Bildende Kunst

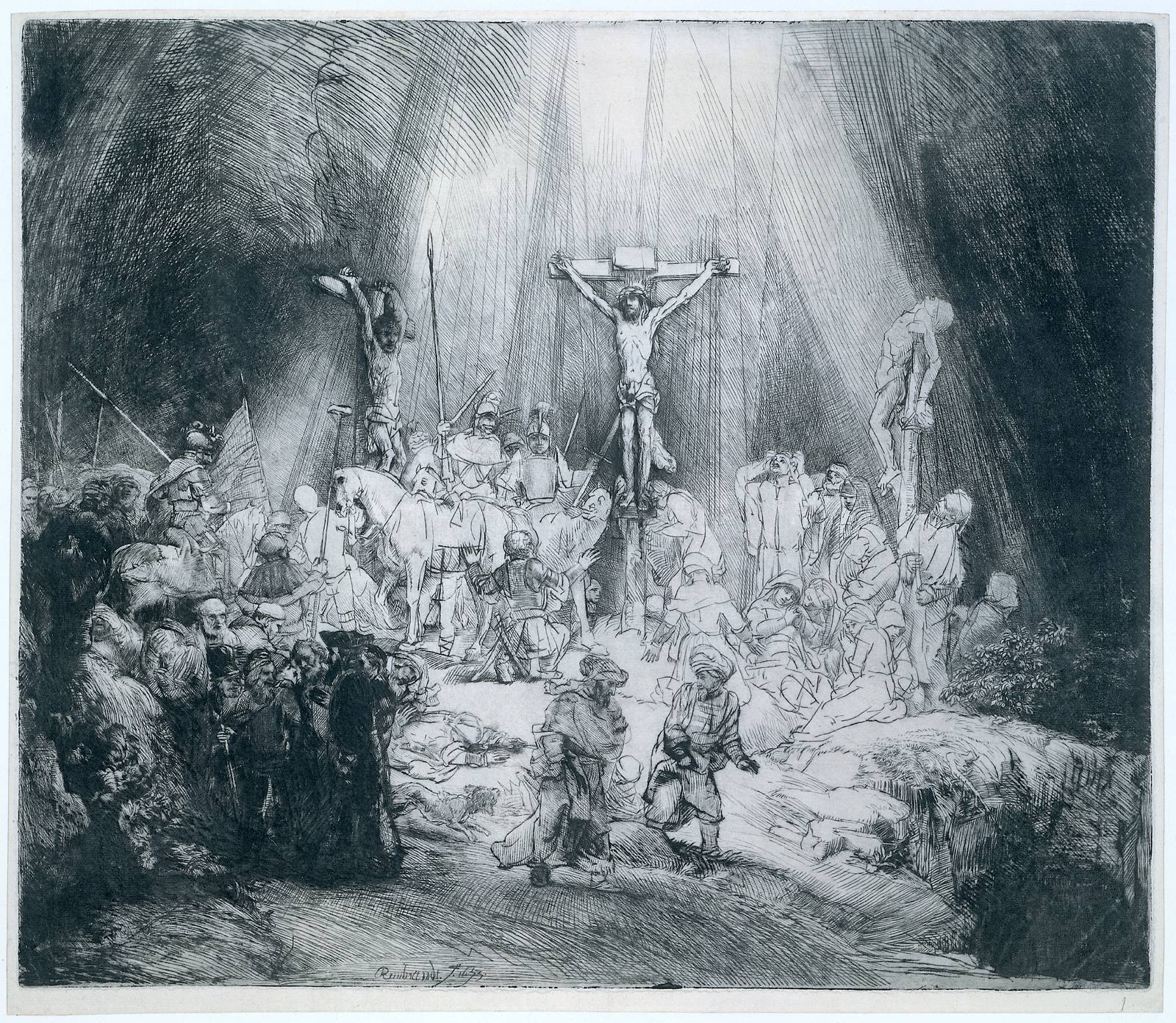
Die drei Kreuze

- Rembrandt van Rijn fertigt die Radierung Die drei Kreuze.

#### Musik und Theater
- 24. Februar: Die Uraufführung des Dramas L’inganno d’amore von Antonio Bertali findet in Regensburg statt.

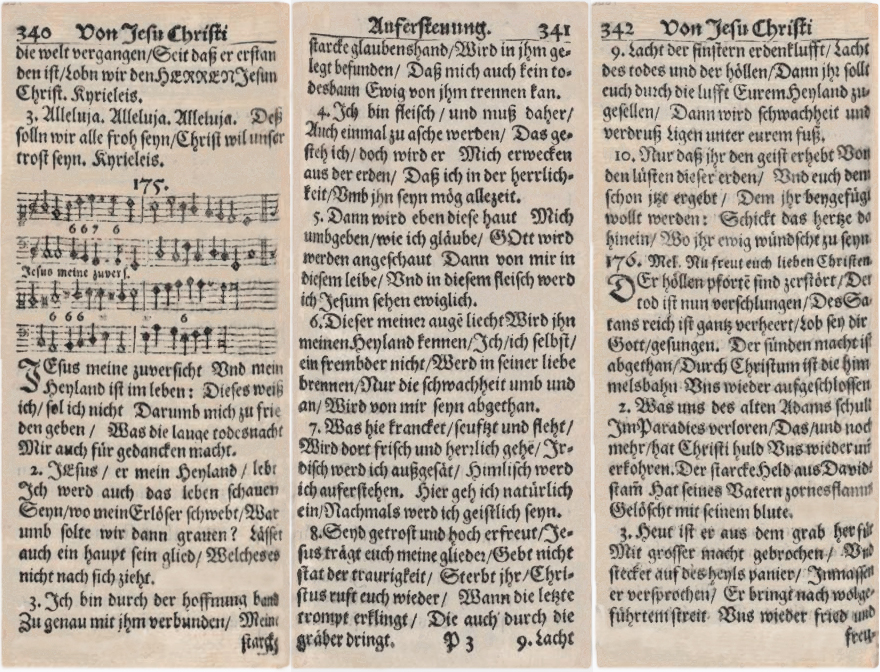
Jesus, meine Zuversicht in der Praxis Pietatis melica 1653

- Johann Crüger veröffentlicht die fünfte Auflage seines Gesangbuchs Praxis pietatis melica, in dem eine große Anzahl geistlicher Lieder von Paul Gerhardt erstmals veröffentlicht wurden, darunter Befiehl du deine Wege, Geh aus, mein Herz, und suche Freud, Ich steh an deiner Krippen hier, Lobet den Herren alle, die ihn ehren, Jesus, meine Zuversicht und Wie soll ich dich empfangen.
- Heinrich Schütz komponiert die Lukas-Passion als ersten Teil einer Choral-Trilogie.

#### Sonstiges
- Das Rezept einer Linzer Torte im Kochbuch der Gräfin Anna Margarita Sagramosa aus Verona gilt als das älteste schriftliche Tortenrezept der Welt.

### Gesellschaft
- Königin Christina von Schweden gründet den Amaranten-Orden.

### Religion
- 31. Mai: Mit der Bulle Cum occasione verdammt Papst Innozenz X. fünf Sätze des Jansenismus.
- 22. Juli: Auf dem Reichstag zu Regensburg konstituiert sich das Corpus Evangelicorum, die Körperschaft der protestantischen Reichsstände in Religions- und Kirchenangelegenheiten. Das Direktorium befindet sich in Kursachsen. Ab der Gründung des Corpus Evangelicorum werden Beschlüsse in Religionsfragen nur in Übereinstimmung beider Körperschaften, des Corpus Evangelicorum und des Corpus Catholicorum gefasst.
- Die Thomaschristen in Kerala leisten den Schwur vom Schiefen Kreuz, woraus später die Spaltung der Gruppe in einen katholischen und einen autokephalen Teil resultiert.
- Das Priesterseminar Regensburg wird gegründet.

## Historische Karten und Ansichten

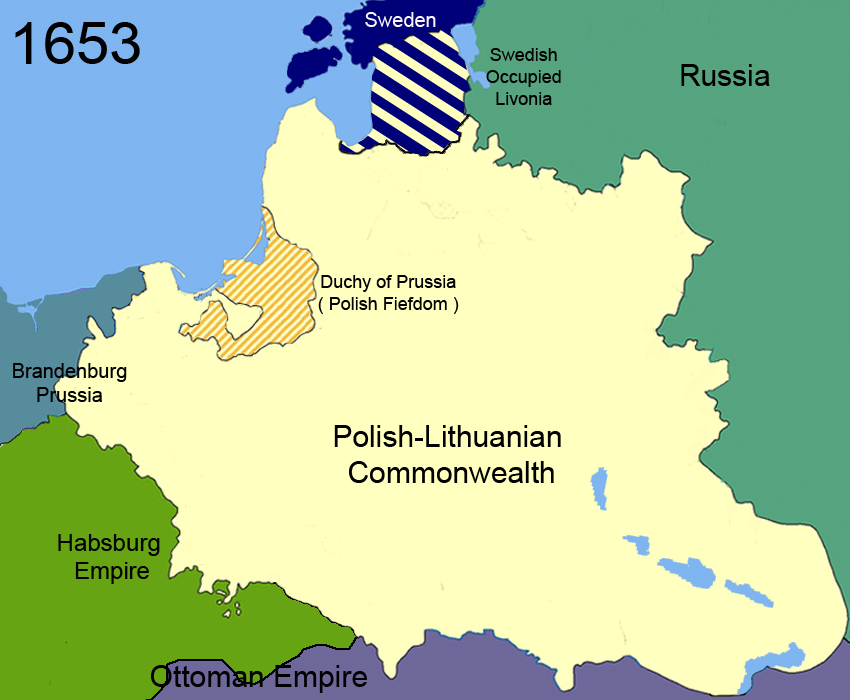
Polen 1653

## Geboren

### Geburtsdatum gesichert
- 07. Januar: Bernhard Friedrich Albinus, deutscher Arzt († 1721)
- 11. Januar: Gaspar de la Cerda Sandoval Silva y Mendoza, spanischer Kolonialverwalter und Vizekönig von Neuspanien († 1697)
- 16. Januar: Johann Konrad Brunner, Schweizer Arzt († 1727)
- 05. Februar: Johann Heinrich May der Ältere, deutscher lutherischer Theologe, Philologe und Historiker († 1719)
- 12. Februar: Siface (eigtl. Giovanni Francesco Grossi), italienischer Sänger und Kastrat († 1697)
- 17. Februar: Arcangelo Corelli, italienischer Komponist († 1713)
- 28. März: Jacob Züblin, Bürgermeister von St. Gallen († 1729)
- 05. April: Franz Andrä von Orsini-Rosenberg, Landeshauptmann von Kärnten († 1698)
- 01. Mai: Georg von Dänemark und Norwegen, der Ehemann der britischen Königin Anne († 1708)
- 08. Mai: Claude-Louis-Hector de Villars, Marschall von Frankreich († 1734)
- 08. Mai: Ferdinand Maximilian, Graf von Rietberg († 1687)
- 10. Mai: Leander Anguissola, italienischer Kartograf, Pädagoge, Ingenieur und Oberstleutnant († 1720)
- 21. Mai: Eleonore von Österreich, Königin von Polen und Herzogin von Lothringen († 1697)
- 30. Mai: Claudia Felizitas von Österreich-Tirol, römisch-deutsche Kaiserin († 1676)
- 01. Juni: Georg Muffat, französischer Musiker und Komponist († 1704)
- 11. Juni: Matthias Klotz, gilt als Begründer des Geigenbaus in Mittenwald († 1743)
- 12. Juni: Maria Anna Amalia von Kurland, Prinzessin von Kurland und Landgräfin von Hessen-Kassel († 1711)
- 22. Juni: André-Hercule de Fleury, französischer Kardinal und Staatsmann († 1743)
- 28. Juni: Muhammad Azam Shah, Großmogul von Indien († 1707)
- 30. Juni: Christine Wilhelmine von Hessen-Homburg, Herzogin von Mecklenburg († 1722)
- 01. September: Johann Pachelbel, deutscher Komponist und Organist († 1706)
- 10. Oktober: Anton Günther II., Fürst von Schwarzburg, Graf von Hohnstein, Herr von Sondershausen, Arnstadt und Leutenberg († 1716)
- 18. Oktober: Abraham van Riebeeck, Generalgouverneur von Niederländisch-Ostindien († 1713)
- 09. November: Jean-Baptiste Belin de Fontenay, französischer Blumen- und Stilllebenmaler († 1715)
- 11. November: Anton Günther, Prinz von Anhalt-Zerbst und preußischer Generalleutnant († 1714)
- 11. November: Carlo Ruzzini, 113. Doge von Venedig († 1735)
- 16. November: Joan van Hoorn, Generalgouverneur von Niederländisch-Ostindien († 1711)
- 19. November: Christian II., Herzog von Sachsen-Merseburg († 1694)
- 12. Dezember: Jeremias Süßner, deutscher Bildhauer († 1690)

### Genaues Geburtsdatum unbekannt
- Chikamatsu Monzaemon, japanischer Dramatiker († 1725)
- Thomas d’Urfey, englischer Autor († 1723)

## Gestorben

### Erstes Halbjahr
- 04. Januar: Melchior Otto Voit von Salzburg, Fürstbischof von Bamberg (* 1603)
- 24. Januar: Georg Rudolf, Herzog von Liegnitz und Wohlau (* 1595)
- 02. Februar: Ferdinand Geizkofler, württembergischer Hofkanzleidirektor (* 1592)
- 20. Februar: Paul Marquard Schlegel, deutscher Mediziner und Botaniker (* 1605)
- 21. Februar: Adriaan Pauw, niederländischer Gesandter beim Westfälischen Friedenskongress (* 1585)
- 23. Februar: Georg Rodolf Weckherlin, deutscher Dichter (* 1584)
- 27. Februar: Diego López de Pacheco Cabrera y Bobadilla, Vizekönig von Neuspanien und Vizekönig von Navarra (* 1599)
- 04. März: Rudolf von Tiefenbach, kaiserlich-habsburgischer Feldherr (* 1582)
- 06. März: Johann Ludwig, Fürst von Nassau-Hadamar und kaiserlicher Diplomat (* 1590)
- 15. März: Pietro Maino Maderno, nobilitierter kaiserlicher Hofbildhauer (* um 1592)
- 20. März: Wolfgang Wilhelm von Pfalz-Neuburg, Herzog von Pfalz-Neuburg und Herzog von Jülich-Berg (* 1578)
- 23. März: Christian Arnd, deutscher Theologe und Logiker (* 1623)
- 23. März: Johan van Galen, niederländischer Geschwaderkommandeur (* 1604)
- 24. März: Alphonse-Louis du Plessis de Richelieu, Erzbischof von Aix und Lyon (* 1582)
- 03. Mai: Adam Kisiel, polnischer Magnat, Woiwode von Kiew (* 1580 oder 1600)
- 19. Mai: Elisabeth Lukretia, Herzogin von Teschen (* 1599)
- 19. Mai: Carel Reyniersz, Generalgouverneur von Niederländisch-Indien (* 1604)
- 26. Mai: Robert Filmer, englischer politischer Theoretiker (* 1588)
- 05. Juni: Federico Baldissera Bartolomeo Cornaro, Patriarch von Venedig (* 1579)
- 07. Juni: Ludwig Jungermann, deutscher Botaniker und Arzt (* 1572)
- 30. Juni: Johan van Mathenesse, niederländischer Gesandter beim Westfälischen Friedenskongress (* 1596)

### Zweites Halbjahr
- 02. Juli: Adam Zeltner, Anführer der Solothurner Untertanen im Schweizer Bauernkrieg (* 1605)
- 07. Juli: Christian Schybi, Anführer der Luzerner Untertanen im Schweizer Bauernkrieg (* um  1595)
- 11. Juli: Johann Fromhold, brandenburgischer Staatsmann (* 1602)
- 23. Juli: Hans Emmenegger, Generaloberst der Bauern in der Region Sumiswald und Huttwill (* 1604)
- 31. Juli: Thomas Dudley, englischer Gouverneur der Massachusetts Bay Colony (* 1576)
- 31. Juli: Leopold Rotenburger, im Fürsterzbistum Salzburg wirkender Orgelbauer (* um 1568)
- 10. August: Maarten H. Tromp, niederländischer Admiral (* 1598)
- 22. August: August, Fürst von Anhalt-Plötzkau (* 1575)
- 27. August: Niklaus Leuenberger, Anführer der Berner Untertanen im Schweizer Bauernkrieg (* um  1615)
- 29. August: Christoph Vitzthum von Eckstedt, kursächsischer Beamter (* 1594)
- 03. September: Claudius Salmasius, französischer Altphilologe und Universalgelehrter (* 1588)
- 15. September: Tymofij Chmelnyzkyj, Heerführer der Saporoger Kosaken (* 1632)
- 02. Oktober: Giovanni Giacomo Tencalla, Tessiner Architekt des Barock (* um 1593)
- 03. Oktober: Achatius von Quitzow, Mitglied der Fruchtbringenden Gesellschaft (* 1606)
- 05. Oktober: Joseph Clauder, deutscher evangelischer Theologe, Kirchenliedkomponist und Dichter (* 1586)
- 08. Oktober: Kaspar Unternährer, Schweizer Bauernführer im Bauernkrieg von 1653 (* 1621)
- 13. Oktober: Christoph Martin von Degenfeld, deutscher Feldherr (* 1599)
- 16. Oktober: Jan Wildens, flämischer Maler (* 1586)
- 25. Oktober: Théophraste Renaudot, französischer Arzt und Philanthrop (* 1586)
- 13. November: Louis-Emmanuel de Valois, Herzog von Angoulême und Auvergne (* 1596)
- 28. November: Elias Ehinger, deutscher Theologe und Philologe (* 1573)
- 07. Dezember: Christoph Carl Fernberger, deutscher Weltreisender und Entdecker (* um 1596)
- 15. Dezember: Paris von Lodron, Erzbischof von Salzburg (* 1586)
- 000Dezember: John Taylor, englischer Dichter (* 1578)

### Gestorben um 1653
- Artemisia Gentileschi, italienische Malerin des Barock (* 1593)